# John B
John B, bürgerlich John Bryn Williams, (* 12. Juli 1977 in Maidenhead) ist ein englischer Drum-and-Bass-Produzent und -DJ. Er ist vor allem für seinen Anfang 2002 entwickelten, recht eigen klingenden „Electrostep“ bekannt, einen stark synthesizerlastigen und „analog“ klingenden Drum and Bass, der Elemente aus Trance und Electro aufnimmt. John B tritt international als DJ auf und besitzt das Plattenlabel Beta Recordings. Daneben führt John B noch drei Unterlabels, Nu Electro, Tangent, und Chihuahua.

## Leben und Karriere
John B begann mit 13 Jahren mit der Musik und widmete sich später neben seinem Biologiestudium an der Universität Durham schwerpunktmäßig dem Produzieren. Bereits 1997 veröffentlichte Grooverider John Bs Track Secrets auf dem später weithin bekannt gewordenen LP-Sampler Prototype Years. Den endgültigen Durchbruch erlangte er mit dem Track Up all Night 2001, der eine Mischung aus Old-school Breakbeat-Elementen und Trance war.
In den letzten Jahren (vor 2005) hat John B seinen Stil gewandelt und produziert vor allem eigene Remixes von 1980er-Jahre Pophits und Electroclash-geprägte Stücke. Passend dazu gibt er sich mit wilden Frisuren und stark geschminkt ein glamouröses Image. Diese Remixe sind nicht im Handel erhältlich, sondern lediglich bei seinen Auftritten und auf von ihm ins Netz gestellten mp3-Mixes zu hören, haben aber dennoch deutlichen Einfluss auf die Entwicklung des Klanges von Drum and Bass. Mit dieser Strategie gewann er stark an Popularität.
2009 kam John B in der Wahl der Top 100 DJs von DJ Mag auf Platz 92, 2010 erreichte er erneut die Liste der besten DJs der Welt auf Platz 76.

## Diskografie
- Visions / New Identity Recordings / 1997
- Catalyst / 1999
- Redox - Catalyst Reprocessed / 2000
- Brainstorm - John B DJ Mix Compilation / Dezember 2002
- Future Reference / Single CD & Ltd. 2xCD / 2003
- in:transit / Juni 2004
- Electrostep / Juni 2006
- Light Speed / 2012